# Dianella amoena
Dianella amoena es una planta perenne perteneciente a la familia Xanthorrhoeaceae, subfamilia Hemerocallidoideae, que se encuentra en los estados del este de Australia y Tasmania.

## Descripción
Es una planta herbácea caducifolia que alcanza un tamaño de 45 cm de altura y 5 m de ancho con hojas de color gris-verdosas, estrechas de 40–45 cm de longitud y  4–12 mm de ancho. Las flores son suavemente aromáticas. Tienen seis tépalos de 8–10 mm de longitud, de color pálido a azul oscuro.

## Taxonomía
Dianella amoena fue descrita por G.W.Carr & P.F.Horsfall y publicado en  Muelleria 8(3): 369, en el año 1995.